# Charlie Henderson
Charles John Henderson (sinh tháng 4 năm 1870) là một cầu thủ bóng đá người Anh thi đấu ở vị trí inside forward.